# Ethniko thalassio parko Alonnisou – Voreion Sporadon, anatoliki Skopelos
Das FFH-Gebiet und europäische Vogelschutzgebiet Ethniko thalassio parko Alonnisou – Vorion Sporadon, Anatoliki Skopelos (griechisch Εθνικό Θαλάσσιο Πάρκο Αλοννήσου-Βορείων Σποράδων, Ανατολική Σκόπελος ‚Meeres-Nationalpark Alonnisos-Nördliche Sporaden, Östliches Skopelos‘) liegt im Nordwesten des Ägäischen Meeres, rund um die Inselgruppe der Nördlichen Sporaden. Es gehört zum europäischen Schutzgebiets-Netz Natura 2000.
Das etwa 2.591,5 km² große Schutzgebiet umfasst unter anderem die Inseln Alonnisos, Vasiliko, Pelagos, Gioura, Piperi, Skantzoura, und den östlichen Teil von Skopelos sowie die umgebende Meeresfläche. Abgesehen von Skopelos und Alonnisos sind die Inseln des Schutzgebiets alle unbewohnt. Sie bestehen überwiegend aus verkarstetem Kalkgestein mit Ausnahme von Psathoura, die vulkanischen Ursprungs ist.
Der höchstgelegene Punkt des Gebiets liegt auf der Insel Gioura auf 570 m.
Auf den Inseln leben zahlreiche, teils endemische Tier- und Pflanzenarten. Zudem sind innerhalb des Schutzgebiets zahlreiche, teils prioritäre terrestrische und marine Lebensraumtypen zu finden.
Das Gebiet ist das größte FFH-Gebiet Griechenlands. Es wurde im Jahr 2006 als FFH-Gebiet vorgeschlagen. 2011 erfolgte die Bestätigung als Gebiet gemeinschaftlicher Bedeutung (SCI) und 2011 die Ausweisung als Besonderes Erhaltungsgebiet (SAC). Es überschneidet sich großflächig mit dem Meeres-Nationalpark Alonnisos-Nördliche Sporaden.

## Schutzzweck
Folgende Lebensraumtypen nach Anhang I der FFH-Richtlinie sind für das Gebiet gemeldet:
| EU Code | * | Lebensraumtyp (offizielle Bezeichnung)                                    | Fläche [ha] |
| ------- | - | ------------------------------------------------------------------------- | ----------- |
| 1110    |   | Sandbänke mit nur schwacher ständiger Überspülung durch Meerwasser        |             |
| 1120    | * | Posidonia-Seegraswiesen (Posidonion oceanicae)                            |             |
| 1150    | * | Lagunen des Küstenraumes (Strandseen)                                     |             |
| 1160    |   | Flache große Meeresarme und -buchten (Flachwasserzonen und Seegraswiesen) | 232.177     |
| 1170    |   | Riffe                                                                     |             |
| 1240    |   | Mittelmeer-Felsküsten mit Vegetation mit endemischen Limonium-Arten       | 000683      |
| 1410    |   | Mittelmeer-Felsküsten mit Vegetation mit endemischen Limonium-Arten       | 000002,5    |
| 2110    |   | Primärdünen                                                               | 000000,5    |
| 3170    | * | Temporäre mediterrane Flachgewässer                                       | 000018,5    |
| 5210    |   | Baumförmige Matorrals mit Juniperus spp.                                  | 000115      |
| 5330    | * | Baumförmige Matorrals mit Laurus nobilis                                  | 000038      |
| 5420    |   | Sarcopoterium spinosum – Phryganes                                        | 001.862     |
| 6220    | * | Mediterrane Trockenrasen der Thero-Brachypodietea                         | 000016      |
| 8140    |   | Schutthalden im östlichen Mittelmeerraum                                  | 000002      |
| 8210    |   | Kalkfelsen mit Felsspaltenvegetation                                      | 000197      |
| 8310    |   | Nicht touristisch erschlossene Höhlen                                     |             |
| 8330    |   | Völlig oder teilweise unter Wasser liegende Meereshöhlen                  |             |
| 9320    |   | Wälder mit Olea und Ceratonia                                             | 001.598     |
| 9340    |   | Wälder mit Quercus ilex und Quercus rotundifolia                          | 001.773     |
| 9540    |   | Mediterrane Pinienwälder mit endemischen Kiefern                          | 002.152     |

### Arteninventar
Folgende Arten von gemeinschaftlichem Interesse kommen im Gebiet vor:
| Bild          | EU Code | * | Art                       | wissenschaftlicher Name | Artengruppe |
| ------------- | ------- | - | ------------------------- | ----------------------- | ----------- |
|               | 1372    |   | Wildziege                 | Capra aegagrus          | Säugetiere  |
| Leopardnatter | 1279    |   | Vierstreifennatter        | Elaphe quatuorlineata   | Reptilien   |
|               | 1219    |   | Maurische Landschildkröte | Testudo graeca          | Reptilien   |
|               | 1218    |   | Breitrandschildkröte      | Testudo marginata       | Reptilien   |
|               | 1349    |   | Großer Tümmler            | Tursiops truncatus      | Säugetiere  |
|               | 6095    |   | Leopardnatter             | Zamenis situla          | Reptilien   |

Folgende Vogelarten sind für das Gebiet gemeldet; Arten, die im Anhang I der Vogelschutzrichtlinie geführt sind, sind mit * gekennzeichnet:
| Bild          | Anhang I | EU Code | Art                      | wissenschaftlicher Name               |
| ------------- | -------- | ------- | ------------------------ | ------------------------------------- |
| Krähenscharbe | *        | A392    | Mittelmeer-Krähenscharbe | Phalacrocorax aristotelis desmarestii |